# 杨大城子水库
杨大城子水库是中国吉林省四平市公主岭市杨大城子镇境内的一座水库，位于小运河上，建于1983年。水库正常库容为2535万立方米，集雨面积为391平方千米，海拔为179.52米。